# Critics’ Choice Movie Award/Bestes Drehbuch
Seit 1996 wird bei den BFCAA der beste Drehbuchautor des vergangenen Filmjahres geehrt.

## Preisträger
| Jahr            | Preisträger                                                                                   | Film                                                      |
| 1996            | Emma Thompson                                                                                 | Sinn und Sinnlichkeit                                     |
| 1997            | Anthony Minghella                                                                             | Der englische Patient                                     |
| 1998            | Ben Affleck Matt Damon                                                                        | Good Will Hunting                                         |
| 1998            | Brian Helgeland Curtis Hanson                                                                 | L.A. Confidential                                         |
| 1999            | Marc Norman Tom Stoppard                                                                      | Shakespeare in Love                                       |
| 1999            | Scott B. Smith                                                                                | Ein einfacher Plan                                        |
| 2000            | Alan Ball                                                                                     | American Beauty                                           |
| 2000            | Frank Darabont                                                                                | The Green Mile                                            |
| 2001            | Cameron Crowe                                                                                 | Almost Famous – Fast berühmt                              |
| 2001            | Stephen Gaghan                                                                                | Traffic                                                   |
| 2001            | Steven Kloves                                                                                 | Die WonderBoys                                            |
| 2002            | Christopher Nolan                                                                             | Memento                                                   |
| 2003            | Charlie Kaufman                                                                               | Adaption.                                                 |
| 2004            | Jim Sheridan Kirsten Sheridan Naomi Sheridan                                                  | In America                                                |
| 2005            | Alexander Payne Jim Taylor                                                                    | Sideways                                                  |
| 2006            | Paul Haggis Robert Moresco                                                                    | L.A. Crash                                                |
| 2007            | Michael Arndt                                                                                 | Little Miss Sunshine                                      |
| 2008            | Diablo Cody                                                                                   | Juno                                                      |
| 2009            | Simon Beaufoy                                                                                 | Slumdog Millionär                                         |
| 2010            | Original: Quentin Tarantino                                                                   | Inglourious Basterds                                      |
| 2010            | Adaptiert: Jason Reitman Sheldon Turner                                                       | Up in the Air                                             |
| 2011            | Original: David Seidler                                                                       | The King’s Speech                                         |
| 2011            | Adaptiert: Aaron Sorkin                                                                       | The Social Network                                        |
| 2012            | Original: Woody Allen                                                                         | Midnight in Paris                                         |
| 2012            | Adaptiert: Aaron Sorkin Steven Zailian                                                        | Die Kunst zu gewinnen – Moneyball                         |
| 2013            | Original: Quentin Tarantino                                                                   | Django Unchained                                          |
| 2013            | Adaptiert: Tony Kushner                                                                       | Lincoln                                                   |
| 2014            | Original: Spike Jonze                                                                         | Her                                                       |
| 2014            | Adaptiert: John Ridley                                                                        | 12 Years a Slave                                          |
| 2015            | Original: Alejandro González Iñárritu Nicolás Giacobone Alexander Dinelaris junior Armando Bó | Birdman oder (Die unverhoffte Macht der Ahnungslosigkeit) |
| 2015            | Adaptiert: Gillian Flynn                                                                      | Gone Girl – Das perfekte Opfer                            |
| 2016 (Januar)   | Original: Josh Singer Tom McCarthy                                                            | Spotlight                                                 |
| 2016 (Januar)   | Adaptiert: Charles Randolph Adam McKay                                                        | The Big Short                                             |
| 2016 (Dezember) | Original: Damien Chazelle                                                                     | La La Land                                                |
| 2016 (Dezember) | Kenneth Lonergan                                                                              | Manchester by the Sea                                     |
| 2016 (Dezember) | Adaptiert: Eric Heisserer                                                                     | Arrival                                                   |
| 2018            | Original: Jordan Peele                                                                        | Get Out                                                   |
| 2018            | Adaptiert: James Ivory                                                                        | Call Me by Your Name                                      |
| 2019            | Original: Paul Schrader                                                                       | First Reformed                                            |
| 2019            | Adaptiert: Barry Jenkins                                                                      | If Beale Street Could Talk                                |
| 2020            | Original: Quentin Tarantino                                                                   | Once Upon a Time in Hollywood                             |
| 2020            | Adaptiert: Greta Gerwig                                                                       | Little Women                                              |
| 2021            | Original: Emerald Fennell                                                                     | Promising Young Woman                                     |
| 2021            | Adaptiert: Chloe Zhao                                                                         | Nomadland                                                 |
| 2022            | Original: Kenneth Branagh                                                                     | Belfast                                                   |
| 2022            | Adaptiert: Jane Campion                                                                       | The Power of the Dog                                      |
| 2023            | Original: Daniel Kwan, Daniel Scheinert                                                       | Everything Everywhere All at Once                         |
| 2023            | Adaptiert: Sarah Polley                                                                       | Die Aussprache                                            |
| 2024            | Original: Greta Gerwig, Noah Baumbach                                                         | Barbie                                                    |
| 2024            | Adaptiert: Cord Jefferson                                                                     | Amerikanische Fiktion                                     |
| 2025            | Original: Coralie Fargeat                                                                     | The Substance                                             |
| 2025            | Adaptiert: Peter Straughan                                                                    | Konklave                                                  |